# 蒙古黄兔尾鼠
蒙古黄兔尾鼠（学名：Eolagurus przewalskii）也称青海兔尾鼠、黄旅鼠、蒙古草原旅鼠，一种分布于中国西部及蒙古国地区的啮齿动物，隶属于仓鼠科黄兔尾鼠属（东方兔尾鼠属）。

## 形态特征
成年蒙古黄兔尾鼠体长约100～140毫米，尾短，耳短，脚掌有浓密的毛，爪粗大。背部毛为浅沙黄色，体侧为浅黄色，腹部、四肢内侧及前后脚掌均为纯白色。